# Озера (Псковская область)
Озера — деревня в Гдовском районе Псковской области России. Входит в состав Самолвовской волости Гдовского района.
Расположена на юго-западе района на берегах озёр Велино и Долгое (проточных для реки Желча), в 24 км к северо-востоку от волостного центра Самолва, в 15 км к северо-востоку от деревни Ремда и в 7 км к западу от посёлка Ямм.

## Население
Численность населения деревни на 2000 год составляла 5 человек, по переписи 2002 года — 24 человека.

## История
В 1470 в этой местности, названной так из-за обилия озёр,
преп. Илларионом был основан мужской Покровский Озерский монастырь, около
которого возник Озёрский погост. В 1687 был построен деревянный храм во имя Покрова,
ещё до него была деревянная церковь Рождества Христова, которая в 1843 году за
ветхостью была уничтожена. В . монастырь был приписан к Псковскому Архиерейскому
дому, а в 1764 году упразднен. В 19 веке 
река Желча разделяла почтовую Полновскую станцию и Озёрскую слободу,
также называвшуюся Подмонастырской.
 Историко-статистические сведения о Санкт-Петербургской
епархии. Т. 5
 Деревня является бывшей Озерной Слободой. На противоположном от центра деревни берегу Долгого озера, расположена церковь Покрова Пресвятой Богородицы, построенная в 1871 году на месте упразднённого Княже-Озерного монастыря, в котором подвизался св. Илларион Гдовский.
До 2005 года деревня входила в состав ныне упразднённой Ремдовской волости.